# 碘化镁
碘化镁是一种无机化合物，理论上化学式为MgI2。由于通常含有结晶水，它的化学组成可以表示为MgI2(H2O)x。这些盐是典型的离子化合物，易溶于水。碘化镁的商业用途较少，但它可用作有机合成的试剂。

## 反应
碘化镁可以由氧化镁、氢氧化镁或碳酸镁与氢碘酸反应制得：
MgO + 2 HI  →  MgI2 + H2O
Mg(OH)2 + 2 HI  →  MgI2 + 2 H2O
MgCO3 + 2 HI  →  MgI2 + CO2 + H2O
碘化镁在氢气气氛中即使加强热也是稳定的，但在空气中常温下就会分解，并因为产生了碘单质而变成棕色。在空气中加热时，它完全分解成氧化镁。
此外还可以将碘的粉末与镁粉混合来制备碘化镁。如果想获得无水碘化镁，此反应需要在严格无水的环境中进行，例如可以使用无水乙醚作为溶剂。也可以将MgI2·8H2O先后在干燥的碘化氢和氮气气流中加热脱水来制备无水碘化镁。
碘化镁也可溶于许多有机溶剂，例如醇。它溶于液氨可得到MgI2·6NH3和MgI2·3NH3这两种加合物。

## 应用
在Baylis-Hillman反应中使用碘化镁可以获得含有Z型的乙烯基的化合物。